# Яків Острянин
Я́ків Остря́нин (Остряниця) або Іскра Яцко (? — 6 травня 1641) — військовий діяч, отаман українського козацтва. Народився в Острі на Чернігівщині у козацькій родині. Вперше згадується в документах 1633 року як полковник реєстрових козаків з Полтавщини, перший полковник полтавський війська Речі Посполитої в ході Смоленської війни. Після придушення повстання Павлюка 1637 року, прибув до Запорозької Січі, де на початку 1638 року був обраний гетьманом нереєстрового козацтва. Навесні 1638 року очолив козацьке повстання. Після поразки під Жовнином відступив на Слобідську Україну, де заснував Чугуїв. Убитий чугуївськими козаками під час заворушення зі старшиною.

## Вшанування пам'яті
З 2015 року у Броварах і Дніпрі, а також в інших населених пунктах, існують вулиці на честь Якова Острянина.